# Andrei Andrejewitsch Winius

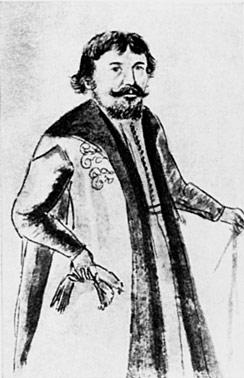
Andrei Andrejewitsch Winius, Selbstporträt

Andrei Andrejewitsch Winius (russisch Андрей Андреевич Виниус; * 4. Juni 1641 in Moskau; † 1717) war ein russischer Übersetzer für Niederländisch im Range eines Duma-Djak, erster russischer Postmeister und machte sich 1700 verdient bei der Neuaufstellung der russischen Artillerie in Folge der verlorenen Schlacht bei Narva gegen Schweden im Großen Nordischen Krieg. Er wurde fortan Artillerieinspektor.

## Leben
Andrei wurde als Sohn des niederländischen Kaufmannes Andries Winius und seiner Ehefrau Geertruid van Rijn geboren. Der Vater Andries verließ Holland im Jahre 1627, ließ sich in Moskau nieder, nahm den orthodoxen Glauben an und gründete die ersten Eisen- und Waffenwerke Russlands. Zudem war er ein Berater des jungen Zaren Alexei Michajlowitsch. Der Sohn Andrei Andrejewitsch wuchs in Moskau auf. Als er fünf Jahre alt war, starb seine Mutter. Er wurde im Alter von 14 Jahren orthodox getauft und erhielt eine gute Erziehung. Im März 1664 wurde er am Gesandtschaftsamt als Übersetzer für Niederländisch angestellt. Er schrieb und übersetzte eine Reihe Bücher. Darüber hinaus war auch er Ratgeber von Zar Alexei, später auch von Peter I. (Sohn von Alexei).
Er betrieb dann aufgrund einer staatlichen Konzession die russische Post. Peter entzog ihm aber dieses einträgliche Geschäft mit der Begründung, dass Winius allzu sehr auf seinen Profit bedacht sei, den Bedürftigen des Staates nicht genügend Rechnung getragen habe und es insbesondere unterlassen habe, den Postverkehr auch auf unrentablen Strecken auszudehnen.
Nach der Schlacht bei Narva (1700) fiel der gesamte russische Artilleriepark in schwedische Hände. Es musste dringend Ersatz beschafft werden, um zügig wieder den Krieg gegen Schweden aufnehmen zu können. Zum Aufseher der Artillerie wurde von Peter I. Winius ernannt, dem es gelang, binnen eines Jahres einen Park von 300 Stück aufzustellen und diese Zahl binnen weiterer 18 Monate zu verdoppeln. Obwohl Winius nahezu 60 Jahre alt war und über das Schwinden seiner Kräfte klagte, unternahm er im Sommer 1702 eine Reise nach Sibirien, wo er neue Eisenerzlager der Ausbeutung erschloss.
1706 ging er in die Niederländische Republik. Vinius hatte wegen eines Konflikts mit Alexander Danilovich Menshikov sein gesamtes Land und seine Güter verloren. Vinius versuchte, die griechisch- oder russisch-orthodoxe und die niederländisch-reformierte Kirche zu verbinden. 1709 war Vinius wieder in Moskau und erhielt seinen Besitz zurück. Im Jahr 1712 brannte sein Haus ab; seine Frau kam bei dem Brand ums Leben. Sein Sohn Matvei starb ein Jahr vor seinem eigenen Tod.